# Геймдальська старша середня школа
Геймдальська старша середня школа (норв. Heimdal videregående skole) є однією з найбільших старших середніх шкіл у графстві Тренделаг, Норвегія . Він розташований близько 10 км (6 миля) на південь від центру міста Тронхейм . У школі навчається приблизно 700 учнів, 140 співробітників, а нинішнім директором є Івар М. Хасбі.

## історія
У 1970-х роках місто Тронхейм зростало, і оскільки Хеймдал ріс відносно швидко, стало природним розмістити там старшу середню школу. Відкритий 1 серпня 1977 року, у цьому році було 434 студенти, але з роками він швидко зріс приблизно до 700 студентів. В середині 80-х років у школі навчалося близько 900 учнів (1985/86 рік). Оскільки школа не могла вмістити стільки учнів, у цьому районі була заснована старша середня школа Тіллер .

## Нова будівля школи
Сьогодні школа розташована в оригінальній будівлі 1977 року, але планує переїхати до нової будівлі. Нова будівля має площу близько 33 000 м3 і вміщає 1140 студентів. Нова школа була завершена в серпні 2018 року.